# Crocidura crenata
Crocidura crenata је сисар из реда Soricomorpha.

## Угроженост
Ова врста је наведена као последња брига, јер има широко распрострањење и честа је врста.

## Распрострањење
Ареал врсте покрива средњи број држава. 
Врста је присутна у Камеруну, ДР Конгу, Републици Конго, Централноафричкој Републици, Екваторијалној Гвинеји и Габону.

## Станиште
Станиште врсте су шуме од 100 до 700 метара надморске висине.